# Culicoides miuntissimus
Culicoides miuntissimus är en tvåvingeart som först beskrevs av Zetterstedt 1855.  Culicoides miuntissimus ingår i släktet Culicoides och familjen svidknott. Inga underarter finns listade i Catalogue of Life.